# Coelurosauravus
Coelurosauravus (що означає «дідусь порожнистої ящірки») — рід базальних діапсидів, відомий з пізньої пермі на Мадагаскарі. Як і інші члени родини Weigeltisauridae, представники цього роду мали довгі паличкоподібні скостеніння, що виступали назовні від тіла. Ці кісткові стрижні не були продовженням ребер, а натомість були нещодавно розвиненими кістками, отриманими зі шкіри тварини, властивістю, унікальною для вейгельтізавридів. Вважається, що протягом життя ці структури утворили складні крила, які використовувалися для планерного польоту, подібно до живих драконів (Draco).
Coelurosauravus відомий виключно з типового виду, C. elivensis, який був названий Жаном Півето в 1926 році на основі скам'янілостей з формації Нижня Сакамена на Мадагаскарі. Вид Weigeltisaurus jaekeli з Європи раніше вважався видом Coelurosauravus, але тепер вважається окремим.

## Опис
Череп Coelurosauravus є найменшим серед вейгельтізавридів, з довжиною зрілого черепа 3,5 см, що приблизно вдвічі менше, ніж у інших вейгельтізавридів. Подібно до інших вейгельтізавридів, кістки черепа вкриті орнаментом, що складається з низьких горбків і шипів, включаючи рогову оборку на лускоподібній кістці. На відміну від Weigeltisaurus, на тім'яній кістці, яка також є спільною з Glaurung, присутні лише горбки, а не шипи. Зуби прості, конічної форми і зібрані в щільний ряд. Зуби послідовно зменшуються в розмірах назад. Порівняно з Weigeltisaurus, Coelourosauravus має коротшу шию та довшу грудну клітку (яка також сплощена), а хвіст, як і в інших вейгельтізаврів, подовжений. Як і в інших вейгельтзавридів, передостанні фаланги подовжені, що в поєднанні з їх загнутими назад кігтями, що вказує на кігті, ймовірно, було пристосуванням чіплятися за кору дерев. Приблизно 29 пар довгих стрижнеподібних кісток виступають з боків тіла, імовірно, вони представляють модифіковану гастралію або нове окостеніння шкіри.

## Paleobiology
Хоча вміст шлунка не знайдено, Coelurosauravus та інші члени цеї родини були інтерпретовані як деревні комахоїдні. Прості конічні зуби Coelurosauravus добре пристосовані для проколу кутикули членистоногих. Прикраси черепа, можливо, служили для показу.
Згортання та розгортання планерної мембрани, ймовірно, контролювалося м'язами живота. Збережені скам'янілості Weigeltisaurus показують, що кісткові стрижні мали високий ступінь гнучкості, подібно до ребер живих планерних ящірок. Через низьку конфігурацію крила, ймовірно, що планерна поверхня була нахилена вгору для підвищення стабільності. У живих планерних ящірок було виявлено, що передні кінцівки тримаються за мембрану під час польоту, що свідчить про те, що передні кінцівки використовуються для управління патагіумом під час польоту. Подібна поведінка була запропонована для вейгельтізавридів. Це підтверджується наявністю додаткової фаланги на четвертому пальці руки вейгельтзавридів, який дозволяло більш ефективно захоплювати крило.

## Палеосередовище
Формація Нижня Сакамамена була відкладена у заболоченому середовищі, розташованому в межах орієнтованої з півночі на південь рифтової долини, можливо, подібної до озера Танганьїка. Клімат під час відкладення був помірним, теплим і вологим, із сезонними опадами та можливими мусонами. 